# Laurent Morlas
Laurent Trambouze dit Laurent Morlas, né le 19 mai 1879 dans le 1er arrondissement de Lyon et mort le 18 juin 1940 à La Chapelle-d'Angillon (Cher), est un acteur de théâtre et de cinéma français.
Il est l'oncle de l'acteur Pierre Trambouze dit Pierre Stéphen (1890-1980).

## Biographie
En dehors de sa carrière théâtrale et cinématographique qui s'étend de 1906 à 1937, on sait peu de choses sur Laurent Morlas.
Il travaille comme employé de soieries jusqu'à son engagement volontaire dans les hussards à l'âge de 18 ans. Il quitte l'armée à l'issue  de quatre ans de service actif en 1901 avec le grade de brigadier. Il réside ensuite à Valence (Espagne) de juillet 1902 à janvier 1904.
Il semble avoir commencé sa carrière artistique vers 1906 sous le seul nom de Morlas au théâtre de l'Ambigu, avant de se produire en province jusqu'en 1912, année de son retour définitif dans la capitale et de ses débuts au cinéma.
Lors du recensement de 1906, il se déclare sous l'identité de Laurent Morlas, artiste né à Lyon en 1880. Il réside alors à Nîmes au 37 boulevard de l'Amiral-Courbet, où il est hébergé chez un cafetier en tant que pensionnaire.
Rappelé sous les drapeaux par la mobilisation générale en août 1914, Laurent Trambouze est incorporé dans la cavalerie. Il est promu maréchal des logis en octobre suivant. Il est détaché dans l'aviation en février 1916 comme élève pilote et est formé sur les bases d'Avord et de Châteauroux. Il vole sur des appareils Caudron. Sa fiche d'aviateur confirme sa profession de comédien. Il est cité et décoré de la Croix de guerre. Affecté au 2e groupe d'aviation, il est démobilisé le 28 janvier 1919.
En mars 1927, Morlas devient secrétaire général de l'Amicale des artistes cinégraphiques. Il apparaît pour la dernière fois à l'écran dans le seul film parlant de sa carrière, Les Trois Mousquetaires d'Henri Diamant-Berger sorti en décembre 1932. Il se consacre ensuite entièrement à la scène théâtrale.
Lors du recensement de 1931, il est domicilié 17 rue Balagny, dans le 17e arrondissement de Paris où, célibataire, il est enregistré sous son pseudonyme de Laurent Morlas en qualité d'artiste dramatique.
On perd professionnellement sa trace après un dernier rôle dans une pièce radiophonique de Maurice Diamant-Berger diffusée sur Le Poste parisien en mai 1937. Il avait alors 58 ans.
Trois ans plus tard, parti sur les routes de l'Exode, Laurent Trambouze dit Morlas est tué lors du bombardement allemand de La Chapelle-d'Angillon le 18 juin 1940,. Sa dépouille est identifiée par l'instituteur grâce aux papiers qu'il portait sur lui. L'acteur repose dans le cimetière communal, inhumé d'abord dans une tombe individuelle puis dans la sépulture collective qui rassemble les restes des 10 victimes civiles du bombardement non réclamées par leur famille.

## Carrière au théâtre
- 1902 : Championnet, drame en 5 actes et 7 tableaux de Théodore Henry, au théâtre d'Angoulême (décembre)[13]
- 1906 : La Dernière torture, drame en 1 acte d'André de Lorde, au Casino de Nîmes (25 mai)
- 1907 : Les Oberlé, pièce en 5 actes d'Edmond Haraucourt d'après le roman de René Bazin, en tournée au théâtre de Cahors (19 mars) et au théâtre du Mans (octobre) : le lieutenant von Farnow[14]
- 1907 : Roule-ta-Bosse, drame en 5 actes et 7 tableaux de Jules Mary et Émile Rochard, au théâtre d'Alençon (26 octobre) : le duc de Senoncourt
- 1907 : Denise, pièce en 4 actes d'Alexandre Dumas fils, au théâtre d'Alençon (25 novembre) : Fernand de Thauzette
- 1908 : Martyre !, drame en 5 actes d'Adolphe d'Ennery et Edmond Tarbé des Sablons, au théâtre du Mans (janvier)
- 1908 : La Police tolère, comédie dramatique en 4 actes de Louis Le Lasseur, au théâtre du Ba-Ta-Clan (août)
- 1909 : Le Grand soir, pièce en 3 actes de Léopold Kampf, au théâtre du Ba-Ta-Clan (10 juin) : le banquier
- 1909 : Le Chemineau, drame en 5 actes de Jean Richepin, au théâtre Populaire (28 juin)
- 1910 : La Tour de Nesle, drame en 5 actes et 9 tableaux d'Alexandre Dumas, à l'Eldorado-Théâtre de Lyon (février)
- 1910 : Les Misérables, drame en 4 actes de Charles Hugo, d'après le roman de Victor Hugo, à l'Eldorado-Théâtre de Lyon (février)
- 1910 : La Fille des chiffonniers, drame en 5 actes et 8 tableaux d'Anicet Bourgeois et Ferdinand Dugué, à l'Eldorado-Théâtre de Lyon (mars)
- 1910 : Les Cinq Sous de Lavarède, féérie en 4 actes et 21 tableaux de Paul d'Ivoi, à l'Eldorado-Théâtre de Lyon (avril)
- 1911 : Les Aventures de Thomas Plumepatte, drame en 5 actes et 12 tableaux de Gaston Marot, au Nouveau-Théâtre de Lyon (décembre)
- 1912 : Roger la Honte, drame en 5 actes et 9 tableaux de Jules Mary et Georges Grisier, au Nouveau-Théâtre de Lyon (janvier)
- 1912 : La Voleuse d'enfants, drame en 5 actes et 6 tableaux d'Eugène Grangé et Lambert Thiboust, au Nouveau-Théâtre de Lyon (février)[15]
- 1912 : La Grande famille, drame militaire en 6 actes d'Alexandre Arquillière, au Nouveau-Théâtre de Lyon (janvier)
- 1912 : Les Trois légionnaires, drame en 5 actes et 8 tableaux d'Arthur Bernède et Aristide Bruant, au Nouveau-Théâtre de Lyon (janvier)
- 1912 : La Femme et le Pantin, pièce en 4 actes de Pierre Louÿs et Pierre Frondaie, au théâtre Omnia de Rouen et au Kursaal de Lille (mars)
- 1923 : J'en pince pour la patronne, vaudeville en 3 actes de Paul Murio, au théâtre des Ternes (16 février) : Armand
- 1935 : Cendrillon, comédie en 3 actes de Thérèse Lenôtre d'après le conte de Charles Perrault, couplets d'Adhémar de Montgon, au théâtre national populaire : le coiffeur / l'intendant
- 1937 : Un grand procès en cour d'Assises, pièce radiodiffusée de Maurice Diamant-Berger sur le Poste parisien (22 mai)[16]

## Carrière au cinéma
- 1912 : Les Noces siciliennes, de Louis Feuillade
- 1913 : L'Écrin du Rajah, de Louis Feuillade : Bellinger
- 1913 : Les Chasseurs de lions, de Louis Feuillade
- 1913 : Juve contre Fantômas, de Louis Feuillade
- 1913 : L'Agonie de Byzance, de Louis Feuillade
- 1913 : Au gré des flots,  de Louis Feuillade : Maurra
- 1913 : Un drame au Pays basque, de Louis Feuillade : un rôdeur
- 1913 : L'Heure fatale, de Jean Durand
- 1913 : Le Baiser rouge, film en 2 parties : Chacun pour sa patrie et Le Sacrifice au mourant, de Georges-André Lacroix : Boris
- 1913 : L'Enfant sur les flots, film en 2 parties : La Séquestrée et Une toute petite Hollandaise, de Georges-André Lacroix
- 1914 : La Mariquita, d'Henri Fescourt : un mineur au Cap
- 1914 : Fantômas contre Fantômas / Le Policier apache, film en 4 parties de Louis Feuillade : l'apache Paulet
- 1914 : L'Homme qui vola, de Maurice Mariaud : Pierre Moras
- 1914 : Les Pâques rouges, de Louis Feuillade
- 1914 : L'Enfant de la roulotte, de Louis Feuillade
- 1914 : L'Oiseau brisé, de Georges-André Lacroix : Roland Janson
- 1914 : Le Faux magistrat, film en 6 épisodes de Louis Feuillade : Nestor
- 1914 : Severo Torelli, de Louis Feuillade : un ami de Severo
- 1914 : Le Coffret de Tolède  de Louis Feuillade
- 1914 : La Neuvaine, de Louis Feuillade
- 1914 : Le Temps des cerises / Au temps des cerises, de René Le Somptier
- 1914 : La Lettre, de René Le Somptier
- 1914 : Les Petits sabots de Hans, conte de Noël d'un réalisateur anonyme[17],[18],[19]
- 1914 : La Gitanella, de Louis Feuillade
- 1915 : La Petite Andalouse, de Louis Feuillade
- 1915 : Les Vampires, film en 10 épisodes de Louis Feuillade : le capitaine des Hussards napoléonien
- 1916 : Le Roi de la montagne, de Léonce Perret : le bandit Pietro
- 1916 : La Fiancée du diable, de Léonce Perret
- 1919 : L'Homme sans visage, de Louis Feuillade
- 1919 : Barrabas, film en 12 épisodes de Louis Feuillade : Laugier[20]
- 1920 : L'Empire du diamant / The Empire of Diamonds, de Léonce Perret : le chimiste Endersen[21]
- 1921 : Le Démon de la haine / The Money Maniac, de Léonce Perret
- 1921 : L'Echéance finale, d'Alexandre Volkoff : le frère de Gaston
- 1921 : L'Aviateur masqué, de Robert Péguy : Prosper Mézenc
- 1921 : Parisette, de Louis Feuillade : Joaquin de Costabella
- 1922 : L'Aiglonne, d'Émile Keppens et René Navarre : Desmaretz[22]
- 1922 : Le Fils du Flibustier, de Louis Feuillade
- 1922 : La Loupiote, de Georges Hatot : Maxime
- 1923 : Kœnigsmark, de Léonce Perret : Monsieur de Bernhardt
- 1924 : Violettes impériales, d'Henry Roussel
- 1924 : Kean ou Désordre et génie, d'Alexandre Volkoff
- 1924 : Le Secret d'Alta Rocca, d'André Liabel
- 1925 : Madame Sans-Gêne, de Léonce Perret : Corso
- 1927 : Napoléon vu par Abel Gance, d'Abel Gance : un officier de la Garde impériale
- 1927 : Genêt d'Espagne, de Rainer Gérard-Ortvin[23]
- 1927 : Le Joueur d'échecs, de Raymond Bernard
- 1932 : Les Trois Mousquetaires, d'Henri Diamant-Berger